# Dirt off Your Shoulder/Lying from You
Dirt off Your Shoulder/Lying from You – drugi singel rapera Jay-Z i crossoverowego zespołu Linkin Park promujący płytę Collision Course. Piosenka Dirt off Your Shoulder jest autorstwa Jay-Z i pochodzi z płyty The Black Album, natomiast piosenka Lying from You pochodzi z płyty Linkin Park Meteora.